# Rauner (Adelsgeschlecht)
Rauner bzw. Rauner auf Mühringen war der Name einer protestantischen Augsburger Kaufmannsfamilie, die 1697 in den Reichsadelsstand und 1699 in das Augsburger Patriziat aufgenommen wurde.

## Geschichte

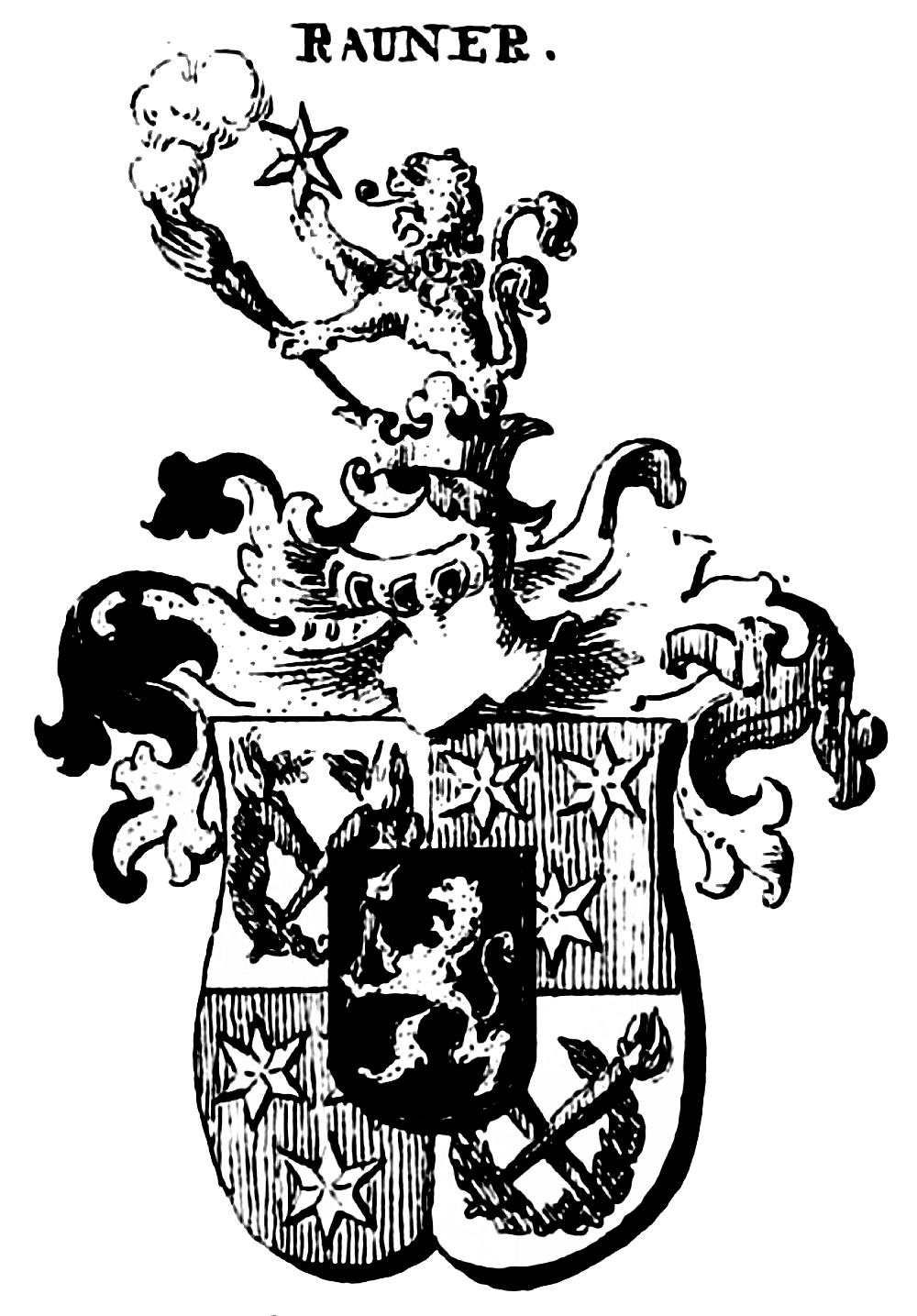
Wappen der Rauner

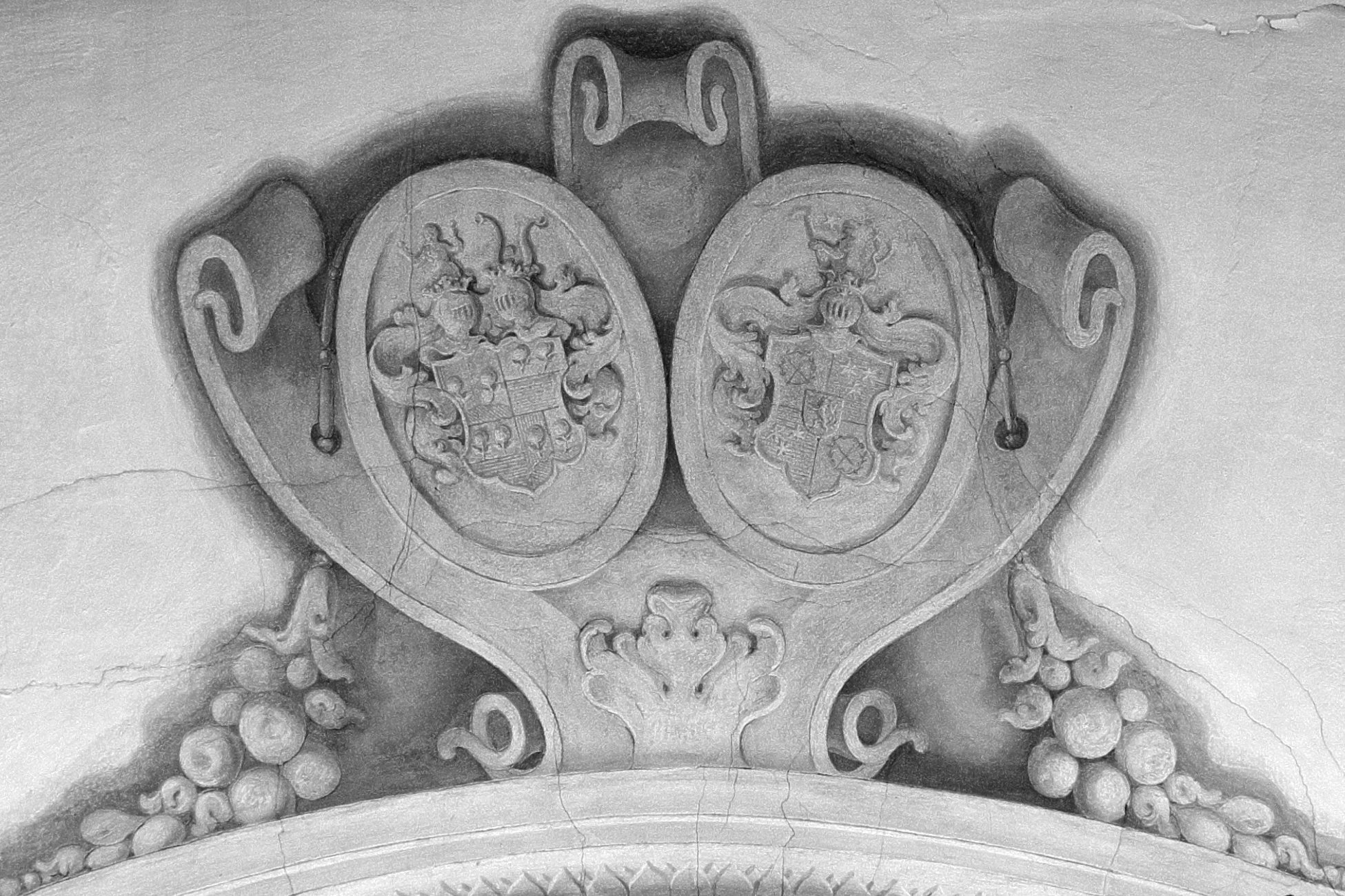
Allianzwappen Holzapfel von Herxheim-Rauner in der Pfarrkirche Mariä Himmelfahrt in Täfertingen

Die gesicherte Stammreihe beginnt mit dem Augsburger Weber und Zechpfleger des Klosters Heilig-Kreuz Wolfgang Rauner (1509–1571), der am 24. Januar 1549 in den größeren Rat der Reichsstadt Augsburg gewählt wurde. Am 29. November 1697 erhielt Johann Thomas Rauner (1659–1735), Sohn des evangelischen Lehrers und Rektors des Kollegiums zu Augsburg Narcissus Rauner (1631–1714) den erblichen Reichsadelsstand. Durch Bankgeschäfte und eine 1686 gründete Tuch- und Seidenwarenhandlung gelang ihm der wirtschaftliche Aufstieg.
Seit 1699 gehörte Johann Thomas von Rauner dem Augsburger Patriziat an und seit 1710 dem Rat. Nachfolgend wurde er Resident des englischen Königs und des bayerischen Kurfürsten. Zusammen mit Christoph von Rad rief Johann Thomas von Rauner in Augsburg eine evangelische Schulstiftung für Witwen ins Leben. Der dritte Bruder Wilhelm Michael fungierte in Augsburg als Goldschmied und Silberhändler. Am 16. Februar 1726 heiratete die 1705 geborene Elisabeth Rauner aus Augsburg den aus dem Kempter Patriziergeschlecht Kesel stammenden Kaufmann und späteren Bürgermeister Johann Adam Kesel (1700–1776). Sie starb 1761 und wurde am 24. Dezember bestattet.
1752 erfolgte auch die Erhebung der Söhne Wilhelm Michaels in den erblichen Reichsadelsstand. Den Nachkommen des Johann Thomas von Rauner gehörten u. a. die Herrschaften Mühringen, Mühlen am Neckar, Dommelsberg, Wiesenstetten und Egelstall. Der königlich-bayerische Aktuar der Polizeidirektion von Augsburg Philipp Johann Paul von Rauner (* 1778) wurde in die Adelsmatrikel des Königreichs Bayern eingetragen.

## Wappen
Blasonierung: „Von Silber und Rot geviert, mit einem schwarzen Herzschild, darin ein goldener Löwe, eine brennende Fackel haltend. In den Feldern 1. und 4. zwei durch einen grünen Kranz kreuzweis gesteckte brennende rote Fackeln, 2 und 3 in Rot drei (2:1) silberne Sterne. Auf dem Helm mit rechts schwarz-goldenen, links rot-silbernen Decken ein wachsender goldener Löwe in der rechten Pranke die Fackel, in der anderen einen silbernen Stern haltend.“

## Persönlichkeiten

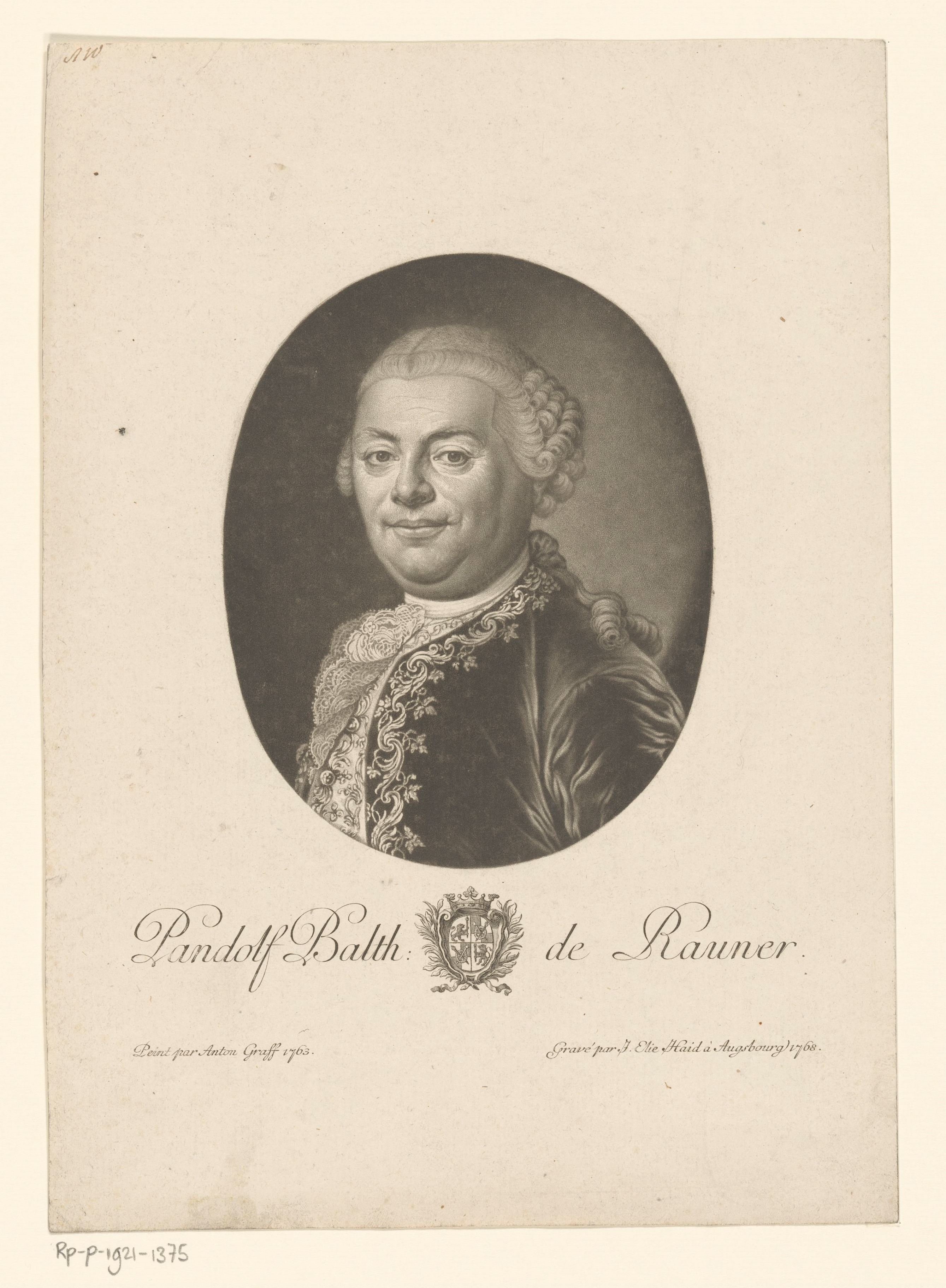
Pandolf Balthasar von Rauner

- Johann Thomas von Rauner der Ältere (1659–1735), deutscher Bankier in Augsburg
- Johann Thomas von Rauner der Jüngere (1689–1728), deutscher Bankier in Augsburg